# Варшавчик, Грегори
Григорий Эльяшевич Варшавчик, в эмиграции Грегори Варшавчик (Gregori I. Warchavchik; 2 апреля 1896, Одесса — 1972, Сан-Паулу) — бразильский архитектор, один из самых известных архитекторов-модернистов Бразилии.

## Биография
Родился 19 марта (по старому стилю) 1896 года в Одессе в еврейской семье. Отец — ковенский, позже одесский мещанин Эльяш Файвушевич Варшавчик, мать — Сура (Соня) Варшавчик (в девичестве Подгаец). Брат Павел Варшавчик (1898—?), сестра Елена (1894—?). 16 января 1918 года в Одессе женился на Раисе Мошевне Левиной (1898—?).
Изучал архитектуру в Одесском политехническом институте. С 1918 года учился в Риме, в Институте изящных искусств, который окончил летом 1920 года. В 1922 году проектировал кинотетатр «Савой» во Флоренции. В Бразилии жил с 1923 года.

## Творчество

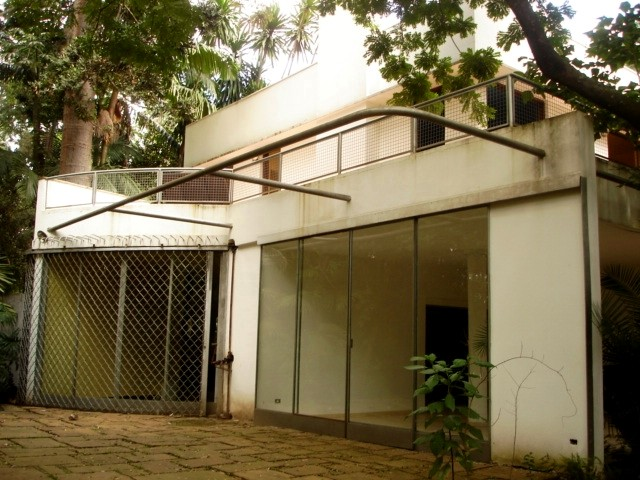
Casa Modernista

Среди архитектурных работ Г. Варшавчика — дом Casa Modernista (улица Санта-Крус, Вилла Мариана, Сан-Паулу, 1928), дом в стиле модерн (улица Итаполис, Пакаэмбу, Сан-Паулу, 1930), дом в стиле модерн в Рио-де-Жанейро (1931), Ресторан на пляже Копакабана в Рио-де-Жанейро (1932), жилой дом на Аламейда-де-Барао Лимейра в Сан-Паулу.
Похоронен на еврейском кладбище Вила Мариана в Сан-Паулу.